# 西便门城墙遗址公园
西便门城墙遗址公园位于北京市西城区西便门桥区的三角地，是围绕明北京城城墙遗存而设立的公园，为西城区的区属公园。公园内的明北京城城墙遗存在2013年作为“明北京城城墙遗存——西便门段”被列为第七批全国重点文物保护单位。

## 简介

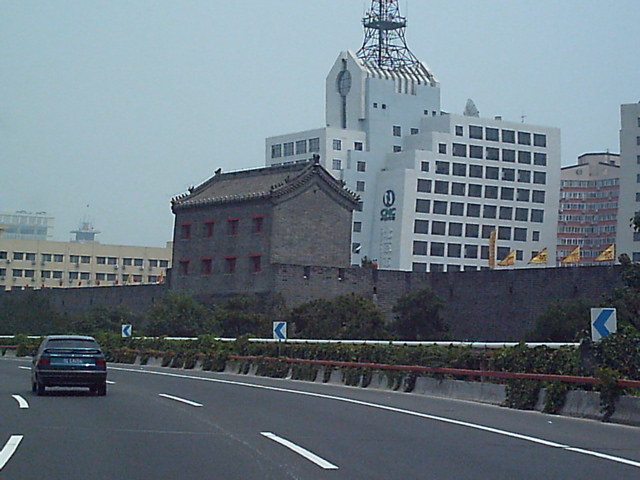
从西便门桥上向东北看内城城墙与外城城墙连接处，其上的“八瞪眼”箭楼是1988年新建的

公园位于西二环南端的西便门桥三面环抱之中，平面大致为三角形。其内的这段明城墙始建于明朝正统四年（1439年），属于北京内城城墙，中段保留有与外城城墙的连接处，南段是内城西南角楼的残存城台。这段内城城墙以西，原有外城七门之一西便门以及外城水门一座，现早已无存。
内城西南角楼在1930年代遭到拆除，其城台在1969年遭到拆除。1966年修建北京地铁之后，将附近的大部分内城城墙陆续拆除。

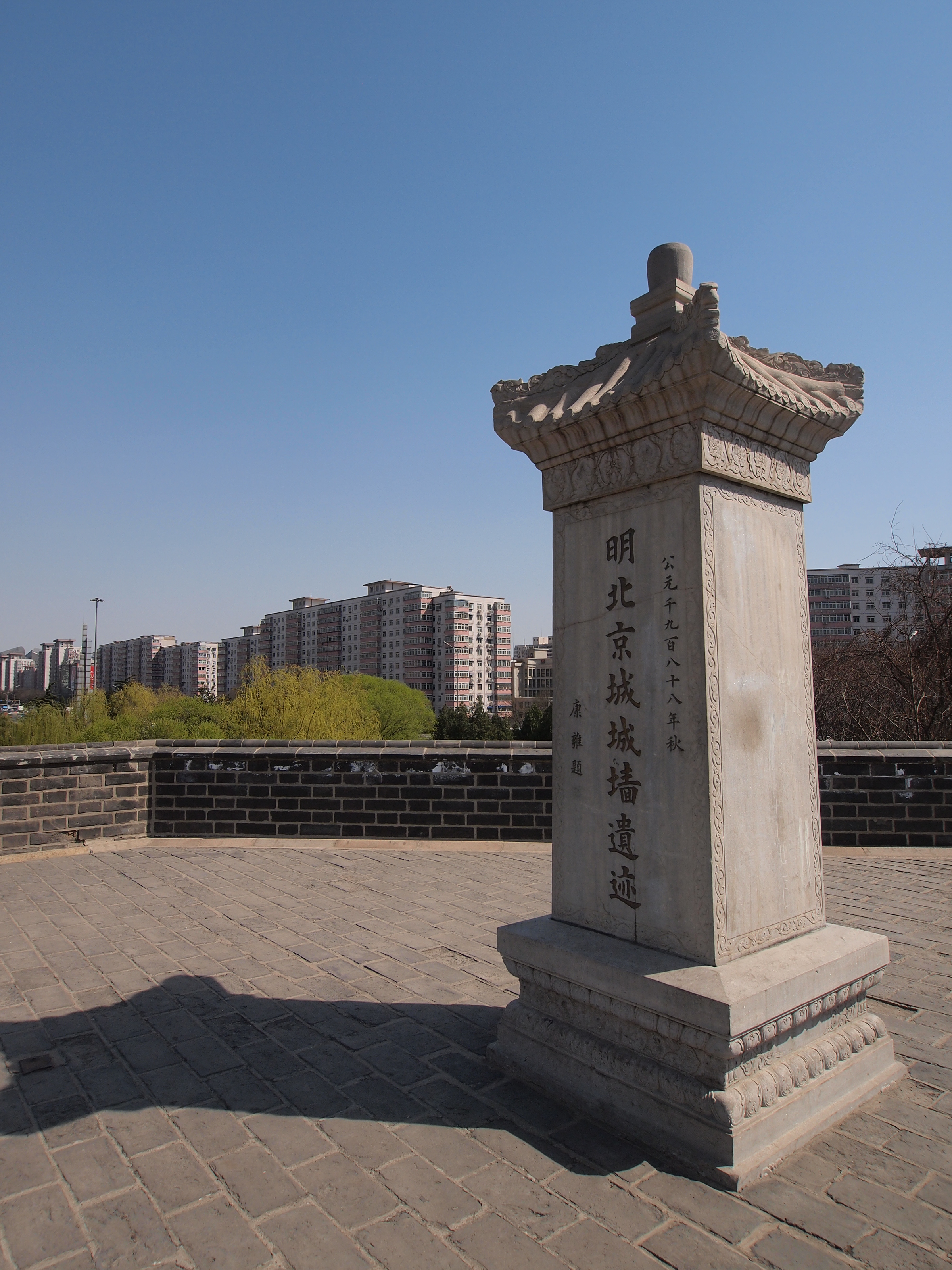
1988年在新建的城墙上平台树立的《明北京城城墙遗迹》方碑，上款为“公元千九百八十八年秋”，下款为“康雍题”

西便门是明、清时期都城的外城七门之一，位于今西便门内大街北部，地处这段城墙遗址以西。明朝嘉靖三十二年（1553年），因为蒙古骑兵多次南侵，而且城外关厢居民日增，所以在都城四周开筑外城。后因财力不济，仅修成环抱都城南郊的一段，设有永定门等五座城门。后来，在外城东北、西北两隅与内城连接处附近各辟出一座朝北的城门，规制简陋，门楼通高11米，分别称为东便门、西便门。嘉靖四十三年（1564年）补修外城及其七门，此时在西便门增筑直径31米的半圆形瓮城，加固西便门东侧内外城连接处的城墙垛口，疏浚西便门外的护城河道，在西便门以东的外城城墙上辟筑一座三孔水门，使从玉泉山流到此处的水在附近分流注入通惠河。清朝又在西便门瓮城上修筑宽9米、高4.7米的小型箭楼。1952年，西便门城门、瓮城和箭楼被选定为拆除的第一座城门，遭到拆除。
1988年，北京市人民政府整修了原内城西南角楼迤北残存的195米内城城墙，并在与外城城墙相接处原址复建了“八瞪眼”箭楼，保留了7处断面遗迹。游客可顺台阶登上城墙上的平台，进入箭楼。1988年秋，在该段城墙上的平台树立一座方碑，坐南朝北，北面（正面）刻有“明北京城城墙遗迹”八个大字，上款为“公元千九百八十八年秋”，下款为“康雍题”。在公园西门入口处，树立了《明北京城城墙遗迹维修记》石碑，为一整块汉白玉，高约2.9米，宽2.3米，厚0.36米，全文约1200字，侯仁之撰文，刘炳森以烫金隶书体书丹。全文如下：

明北京城城墙遗迹维修记

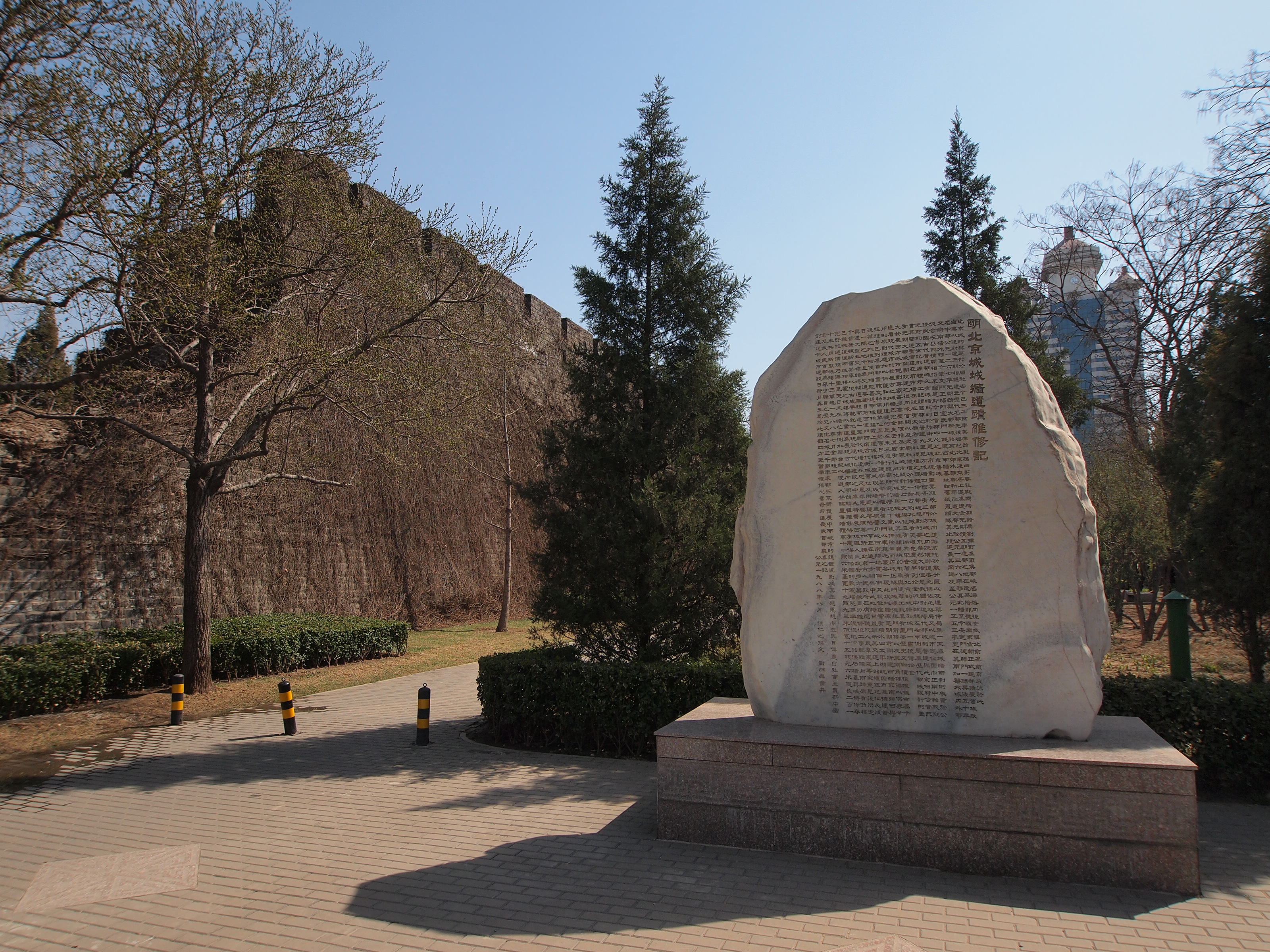
《明北京城城墙遗迹维修记》碑，位于公园西门入口

   北京城的兴起始于周初，去今已三千余年，其原始聚落曰蓟。春秋战国时期，诸侯割据，蓟为燕侯都城，名满海内，后世或称北京为燕京，来源于此。
   自秦以后，封建王朝相继建立，历代名都先后崛起，北京后来居上，遂为辽、金、元、明、清五朝建都之地。在辽为陪都，号称南京，金朝正式建都，扩展旧城，改名中都。公元一二六七年，元朝始建大都新城于东北郊外。明朝初年，改造大都，先于公元一三六八年，移其北墙至今安定门、德胜门一线，其后五十年，又将南墙外移至今崇文门、正阳门、宣武门一线，东西两墙基址如旧，只是缩减其北段，延长其南墙。及至公元一五五三年，更在其南加筑外城，内外两城合成凸形。清朝相沿不变，是即今日首都中心之北京旧城。
   按我国古代营建都城必有城墙，既利于防卫，又是城市规划重要组成部分。城内道路系统工程分区以及建筑布局，无一不为城墙所制约。成书于公元前约五世纪的《周礼考工记》，谓国都之营建，九里见方，城墙四面各有三门，方城之内，纵横干道各九条，依此格局，又以城市定位，面向正南，中轴线纵观其间。遂有宫廷在前，市场在后，左有太庙，右有社稷坛之总体布局，都城规划的要求粲然大备。但是，我国封建时代都城的营建，于此最相符合者，只有元朝大都城。明朝改建之后，内城宫阙以及太庙、社稷坛分布一如古制，外城有天坛、先农坛并列于全城中轴线左右两侧，是为历代都城设计的重大发展。西方城市规划专家每多高度评价，推为世界城市设计史上一大杰作。且有瑞典学者喜龍仁著有《北京的城墙和城门》一书流传于世。

   随着现代城市的发展，古之城墙已完全失去固有作用。北京城墙与城楼以其雄阔、巍峨的形象与建筑工艺，具有重大历史文物价值。根据古为今用的原则，理应加以保护和利用，遗憾的是，在未及进行缜密研究的情况下，竟被拆除。幸而，内城正阳门城楼、德胜门箭楼，以及东南角楼得以保存，今经维修，已列为首都重点文物保护单位。至于旧日城墙残存今者，惟有崇文门以东与此处各一段。此段城墙原是明朝前期所建，西墙最南端，西与后筑之外城西便门相距甚近。两城相接处，上建城楼一座。此段城墙以东，原属内城西南隅，地处偏僻，又较低洼，尝有积水，曰太平湖。现因市区扩建，昔日一隅之地，今且为交通要冲。目前，西便门西南古代蓟城旧址及莲花池一带，正在进一步开发中，此地将日益显示其交通上的枢纽地位，必须兴建大型立交桥，始得通畅无阻。而这一处明代城墙，近在咫尺，是存？是废？必须善加抉择。北京市人民政府在广泛听取人民群众及专家意见后，决定今昔兼顾，新旧并举，以便古城风貌就地重现于现代化建设之中，为此特责成西城区人民政府，多方筹款，尽力维修，但工事艰难，墙上南端原有角楼已难恢复，仅两城相接处之城楼得以重建。为展现古城墙内部原始结构，维修时，有意保留墙体的数处墙芯，多年湮没地下的条石、墙基与城砖保存完好，经过请理，方得重见天日。又在墙之东侧加筑台阶，以便游人登临。重修墙体高十一点六米，基宽十九点九三米，顶宽十五点九六米，总长二百一十米，共用新制城砖十三万块，一九八八年七月全部竣工。
   念及我人民首都为举世瞩目之历史文化名城，三千多年来，都在不断发展变化中，而城市的总体规划及其主题思想，亦在与时俱进。自社会主义新中国创建迄今，城市建设日新月异，立足于此，环顾四方，更当满怀信心，奋发前进，爱我首都，乐为之记。
         公元一九八八年八月    侯仁之撰文   刘炳森书丹

2012年，北京市提出“名城标志性历史建筑恢复工程”，北京市人民政府及东城区、西城区人民政府将组织实施，该工程拟定建设6处古城地标，其中包括内城西南角楼。
如今，“西便门”作为地名，泛指西便门外大街同西便门内大街交汇处及西便门东街与广安门北滨河路附近的地区。所以该公园以西便门命名，该段明北京城城墙遗存也被称为西便门段。但实际上该段明北京城城墙遗存和外城西便门并无任何关系。

## 首都建设世纪碑
首都建设世纪碑位于该公园内的东南部，是为纪念在北京市的建设中发挥重要作用的青年突击队而设立。1997年4月28日，“世纪丰碑”——青年突击队雕塑奠基仪式在西便门公园举办，北京市有关领导同新老突击队长代表参加仪式，青年突击队代表宣读《倡议书》。“世纪丰碑”雕塑主碑高达21米，由7块建筑体造型构成，下部用青年突击队旗帜造型的建筑体盘旋向上，与主碑形成奔腾的造型；纪念墙体总长40米，外面用不锈钢管构成首都城市建设浮雕，嵌中国共产主义青年团团徽。主碑前方设有一组青年突击队员形象的人物群雕，高3.5米。
1998年4月28日，“首都建设世纪碑——青年突击队雕塑揭幕暨重点工程青年突击队竞赛授旗仪式”在西便门公园举办，中共中央政治局常委、全国政协主席李瑞环，中共中央政治局委员、中共北京市委书记、北京市市长贾庆林及中共北京市委、北京市人民政府、北京市政协有关领导参加该仪式。仪式上为1997年度北京市优秀青年突击队标杆队颁发锦旗，为参与67项重点工程的青年突击队队长代表颁授青年突击队队旗。首都建设世纪碑落成后，成为北京市青少年爱国主义教育基地。

## 延伸阅读
- 刘炳森隶书《明北京城城墙遗迹维修记》，天津杨柳青画社，2011年